# Leptochilus zendalus
Leptochilus zendalus är en stekelart som först beskrevs av Henri Saussure 1870.  Leptochilus zendalus ingår i släktet Leptochilus och familjen Eumenidae. Inga underarter finns listade i Catalogue of Life.